# Bismutiet
Het mineraal bismutiet is een bismut-carbonaat-oxide met de chemische formule Bi2(CO3)O2.

## Naamgeving en ontdekking
Bismutiet werd genoemd naar het belangrijkste element waaruit het is opgebouwd: bismut. Het massapercentage bismut bedraagt 81,96 %. Het mineraal werd in 1841 voor het eerst beschreven, na de ontdekking ervan in het Ertsgebergte in Saksen (Duitsland).

## Eigenschappen
Het transparante tot doorschijnende geel-bruine bismutiet heeft een orthorombisch kristalstelsel. De kristallen zijn redelijk klein en ze komen voor als soms fibreuze, maar meestal compacte aggregaten. De hardheid is 2,5 tot 3,5 op de schaal van Mohs en de gemiddelde relatieve dichtheid bedraagt 7,0 g/cm³.
Bismutiet is noch magnetisch, noch radioactief.

## Voorkomen en verspreiding
Bismutiet wordt voornamelijk aangetroffen in hydrothermale aders en in bismut- en bismutinietrijke pegmatieten. Het is tevens een van de oxidatieproducten van het mineraal bismutiniet.
Het wordt op vrij veel plaatsen ter wereld gevonden: Duitsland, Frankrijk, Portugal, Italië, Groot-Brittannië, Armenië, Kazachstan, China, Rusland, Australië, Madagaskar, Mozambique, Namibië, Bolivia, Argentinië, Canada en de Verenigde Staten.